# NGC 2918
NGC 2918 je galaksija u zviježđu Lavu.

## Vanjske poveznice
- SEDS: NGC 2918